# Oroscopa calverti
Oroscopa calverti là một loài bướm đêm trong họ Erebidae.